# Magdeburger Weg
Der Magdeburger Weg ist ein Wanderweg im niedersächsischen Teil des Harzes zwischen dem Dammgraben östlich von Altenau und der Siedlung Torfhaus im Landkreis Goslar. Er liegt unmittelbar im Nationalpark Harz und geographisch sowie historisch im Ober- und Hochharz. Er ist Teil des Harzer Hexenstieges. Bekannt ist der Weg vor allem durch das Teilstück auf halber Höhe quer durch die Steile Wand, den nordöstlichen steilen Abhang des Bruchberges. Dieser Bereich wird auch als das Steile-Wand-Kar bezeichnet. Von dort bietet sich ein Ausblick auf den Waldkessel im Tal und die oberhalb bei Torfhaus stehenden Sende- und Richtfunkmasten.

## Geschichte
Der Magdeburger Weg wurde im Auftrag des am 3. September 1889 in der Hauptstadt der preußischen Provinz Sachsen gegründeten Zweigvereins Magdeburg des Harzklubs angelegt. Dazu wurde eigens das Magdeburger Bataillon beauftragt, das bereits einen ähnlichen Weg im Eckertal angelegt hatte. Die Baukosten betrugen 1000 Mark, die durch den Harzklub-Zweigverein aufgebracht worden sind. 1893 wurde der Magdeburger Weg fertiggestellt und fortan rege von Touristen und Einheimischen genutzt.
Der Weg wurde vom Harzklub mit der Bezeichnung 10 G markiert. Heute trägt die Strecke neben dem Hexensymbol für den Hexenstieg einen roten Punkt in einem weißen Dreieck als Wegemarkierung. Für die Gehzeit zwischen Torfhaus und Altenau wurden zwei Stunden veranschlagt.
Die Zahl der Touristen, die auf dem Magdeburger Weg wandern, hat sich maßgeblich erhöht, nachdem dieser im Jahre 2007 zum Teilstück des Harzer Hexenstieges geworden ist. Bei Schnee- und Eisglätte ist besondere Vorsicht bei der Begehung des Weges geboten, da er teilweise relativ schmal ist und über zahlreiche Steine und Wurzeln führt, die teilweise recht glatt und rutschig sein könnten.

## Touristische Besonderheiten
Zu den Besonderheiten des Magdeburger Wegs zählt neben dem Nabentaler Wasserfall der Krone-Blick, der nach dem Mitbegründer des Magdeburger Harzklub-Zweigvereins und vierzigjährigen Mitglied, Gustav Krone, benannt wurde. An der Stelle des Krone-Blickes wurde eine Metalltafel errichtet, die den Vergleich des heutigen Zustandes mit einem Postkartenmotiv aus dem Jahre 1939 ermöglicht.
Die Schneiderbank unter einem Felsvorsprung unweit des Krone-Blickes erinnert an den Geheimen Baurat Schneider aus Magdeburg, der Vorsitzender des Harzklub-Zweigvereines war, als im Jahre 1893 der Magdeburger Weg angelegt worden ist. An einer Seite der Bank findet sich eine Metalltafel mit der Aufschrift GEHEIMRAT SCHNEIDER BANK H.-K.-Zw.V.M.

## Verlauf
- Torfhaus, Bushaltestelle Magdeburger Weg, L504 51° 47′ 43″ N, 10° 31′ 42″ O
- Steile Wand 51° 47′ 44″ N, 10° 31′ 1″ O
- Brücke über die Nabe51° 48′ 3″ N, 10° 30′ 37″ O
- Anschluss an den Dammgraben 51° 48′ 11″ N, 10° 30′ 21″ O

## Schließung des Weges
Der Magdeburger Weg ist in Folge des Orkans Herwart seit Ende Oktober 2017 nicht mehr passierbar. Weitere erhebliche Verlegungen des Weges wurden durch den Orkan Friederike im Januar 2018 verursacht. Der Nationalpark Harz, der seit seiner Gründung die Zuständigkeit für die Unterhaltung des Weges übernommen hatte, erklärte im Juli 2018, dass eine Wiederherrichtung des Magdeburger Weges wegen der umfangreichen Schäden, die neben umgefallenen Bäumen auch Fels- und Erdrutsche umfassen, nicht möglich sein wird, da sie für die Mitarbeiter zu gefährlich ist und auch künftige Wanderer dort immer wieder durch Fels- und Erdrutsche gefährdet sein können. Zurzeit ist eine Umleitung über den Blochschleifegraben, einem Teilstück des Dammgrabens ausgewiesen. Über diesen Beschluss regen sich Proteste.